# Rui Campos
Rui Campos vagy Rui (São Paulo, 1922. augusztus 2. – São Paulo, 2002. január 2.) brazil labdarúgó-fedezet.